# アムチトカ (アルバム)
『アムチトカ』（Amchitka: The 1970 Concert That Launched Greenpeace）は、ジョニ・ミッチェル、ジェームズ・テイラー、フィル・オクスが1970年にカナダのバンクーバーで行ったチャリティ・コンサートを収録したライブ・アルバム。2009年にグリーンピースから発売された。

## 概要
1969年10月2日、アリューシャン列島のラット諸島に属するアムチトカ島でアメリカ原子力委員会は2回目の地下核実験を行った。この実験に抗議するため、ジム・ボーレン、アーヴィング・ストウ、アーヴィングの妻のドロシー・ストウら3人のアメリカ人、カナダ人のロバート・ハンターらはバンクーバーで「Don't Make a Wave Committee」という団体を結成した。アメリカは同地でさらなる核実験を行うことを発表。ジム・ボーレンの妻のマリーは、船でアムチトカ島に向かい、島の沖合いで直接抗議行動をするアイデアを提案した。アーヴィング・ストウは船をチャーターする基金を集めるためにチャリティ・コンサートを開く計画を立て、様々なミュージシャンに手紙を送った。1970年春、ジョーン・バエズからストウのもとに返事が届く。先約があったためバエズは依頼を断ったが、代わりに1,000ドルの小切手を彼らの団体に送った。バエズの紹介によりジョニ・ミッチェルの参加が決まった。ミッチェルがストウに電話をかけ、ジェームズ・テイラーを誘っていいかと尋ねたとき、ストウの一家はテイラーが何者か誰も知らなかったが（娘のバーバラは黒人のブルース・シンガーだと思った）、言われるがままに許諾した。そしてフィル・オクスが出演者に決まり、オークスはカナダのロックバンド、チリワック（Chilliwack）と共に舞台に立つこととなった。
同時期の1970年に「Don't Make a Wave Committee」は活動家のビル・ダーネルによって、「グリーン（green）」と「ピース（peace）」を合わせた「グリーンピース（Greenpeace）」に名前が変わった。「Greenpeace Benefit Concert」は1970年10月16日の午後8時、バンクーバーのパシフィック・コロシアムで開催された。
コンサートを録音したテープは長い間放置されていた。カウボーイ・ジャンキーズ（Cowboy Junkies）のメンバーの兄弟のジョン・ティミンズがグリーンピースの活動に関わることになったことから、ティミンズが権利関係をクリアする仕事を行った。テープの編集とマスタリングは、カウボーイ・ジャンキーズのアルバムのプロデューサーを務めたピーター・J・ムーアが行い、2009年10月、2枚組のライブ・アルバムとして発売された。
ジョニ・ミッチェルのコンサートのオープニング曲は「チェルシーの朝」であったが、ミッチェルが出来を気に入らなかったためCDには収録されなかった。

## 収録曲
Disc 1
1. アーヴィング・ストウによるイントロダクション - Introduction of Irving Stowe - 1:38
2. フィル・オクスによるイントロダクション - Introduction of Phil Ochs - 0:11
3. 鐘 - The Bells (Edgar Allan Poe, Phil Ochs) - 3:09
4. リズムズ・オブ・レボリューション - Rhythms of Revolution - 4:25
5. コーズ・オブ・フェイム - Chords of Fame - 2:47
6. アイ・エイント・マーチング・エニモア - I Ain't Marching Anymore - 3:01
7. ジョー・ヒル - Joe Hill - 7:10
8. チェンジズ - Changes - 3:36
9. アイム・ゴナ・セイ・イット・ナウ - I'm Gonna Say It Now - 2:57
10. ノー・モア・ソングズ - No More Songs - 3:49
11. ジェームズ・テイラーによるイントロダクション - Introduction of James Taylor - 0:32
12. 彼女の言葉のやさしい響き - Something in the Way She Moves - 3:09
13. ファイアー・アンド・レイン - Fire and Rain - 3:52
14. 思い出のキャロライナ - Carolina in My Mind - 4:39
15. 花 - Blossom - 2:30
16. ライディング・オン・ア・レイルロード - Riding On a Railroad - 3:04
17. スウィート・ベイビー・ジェイムス - Sweet Baby James - 3:27
18. 目を閉じてごらん - You Can Close Your Eyes - 2:31

Disc 2
1. ジョニ・ミッチェルによるイントロダクション - Introduction of Joni Mitchell - 0:17
2. ビッグ・イエロー・タクシー / ボニー・モロニー - Big Yellow Taxi / Bony Maroney (Larry Williams) - 4:00
3. さぼてんの木 - Cactus Tree - 4:28
4. ギャラリー - The Gallery - 4:26
5. ハンター - Hunter - 2:36
6. マイ・オールド・マン - My Old Man - 4:29
7. フォー・フリー - For Free - 5:08
8. ウッドストック - Woodstock - 5:16
9. ケアリー / ミスター・タンブリン・マン - Carey / Mr. Tambourine Man (Bob Dylan) - 10:13
10. ア・ケイス・オブ・ユー - A Case of You - 4:44
11. サークル・ゲーム - The Circle Game - 2:38

## 参加ミュージシャン
- Disc 1, 2-10：フィル・オクスとチリワック（Chilliwack）
- Disc 1, 11-18：ジェームズ・テイラー
- Disc 2, 1-11：ジョニ・ミッチェル（「ミスター・タンブリン・マン」と「サークル・ゲーム」はテイラーとのデュエット）